# Стикування

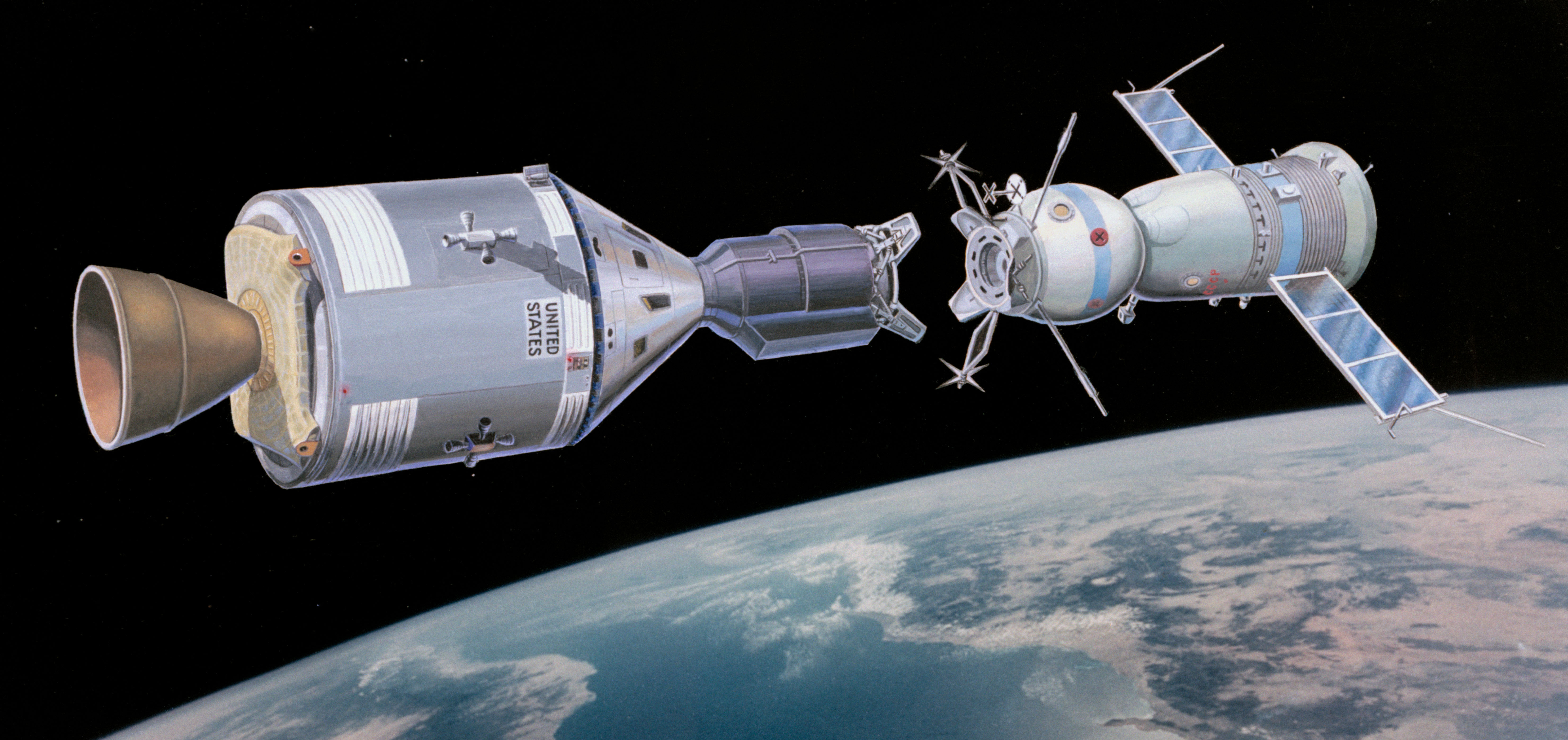
Стикування КА Союз і Аполлон з андрогенними стикувальними механізмами

Стикування — це процес, або спосіб з'єднання космічних апаратів (ракети-носія та супутника чи зонду, або двох орбітальних станцій) за допомогою стикувального механізму (стикувального агрегату), що допускає пізніше розстикування і продовження польоту окремо. При цьому здійснюється механічне з'єднання, достатньо міцне для управління польотом одного апарата за допомогою зістикованого з ним. При цьому може відбуватися, а може і не відбуватися, з'єднання електричних схем і гідравлічних систем апаратів.
Метою стикування зазвичай є потреба у дозаправці, передачі ресурсів, обміну екіпажем чи інформацією.
Характерною рисою є автоматичне з'єднання апаратів зазвичай під керуванням із землі або бортових комп'ютерів.
Нині більшість орбітальних станцій, зондів та супутників обладнано пристроями для автоматичного стикування.

## Історія
Радянський Союз запустив з одного стартового майданчика два космічні кораблі: 1962 року з проміжком в добу (Восток-3 і Восток-4) та 1963 року з проміжком у дві доби (Восток-5 і Восток-6). В обох випадках запуски здійснювались так, щоб ракети-носії виводили кораблі на майже ідентичні орбіти, проте точність такої системи була недостатньою, щоб досягти справжнього зближення. Для цього необхідний принаймні один корабель з власними двигунами, з допомогою яких він може коригувати свою орбіту, щоб точно зорієнтуватися відносно іншого корабля, у кораблів Восток не було таких двигунів. Початкові відстані, що розділяли кораблі були від 5 кілометрів до 6,5 кілометрів, але повільно розходилися до тисяч кілометрів впродовж польоту.
Першу спробу стикування в космічному просторі 3 червня 1965 року здійснив американський космонавт Джим Макдівітт на Джеміні-4 для стикування з верхнім ступенем ракети носія Titan II. Макдівітт не зміг підійти досить близько до ступеня через невірну оцінку відстані і надмірне використання палива на маневрування.

### Перші успішні зближення

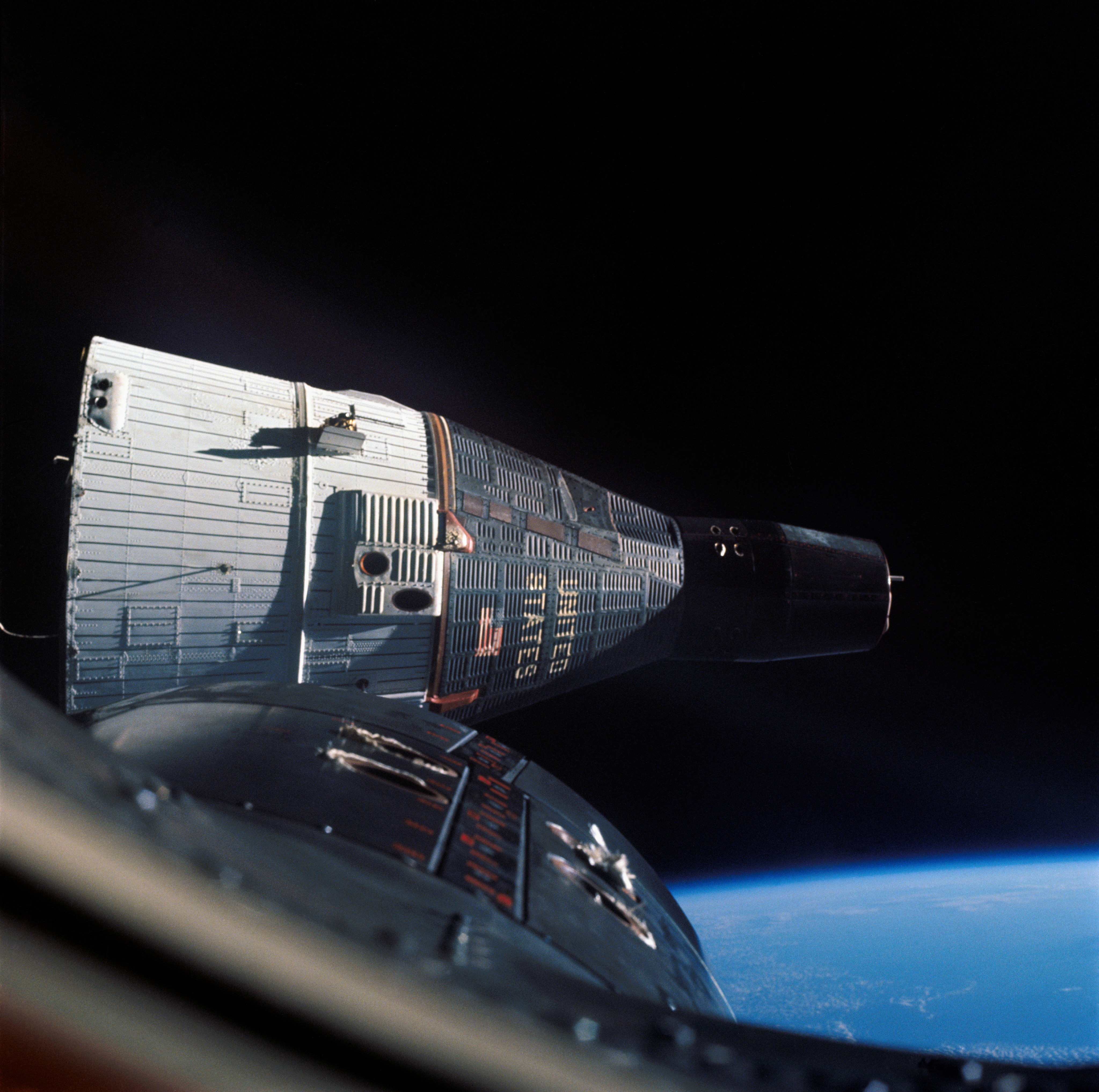
Фото корабля Джеміні-7, виконане з Джеміні-6 1965 року

15 грудня 1965 року американський космонавт Волтером Ширра здійснив перше успішне зближення, коли маневрував кораблем Джеміні-6А відносно аналогічного корабля Джеміні-7 до відстані між ними в 30 см. Кораблі не мали стикувальних вузлів, щоб зістикуватись один з одним, але перебували доволі близько один від одного, впродовж понад 20 хвилин.

### Перше стикування
16 березня 1966 року відбулось перше успішне стикування двох космічних апаратів — Джеміні-8, під командуванням Ніла Армстронга, зблизився і зістикувався з безпілотним апаратом Мішень Аджена. Це спочатку запланували здійснити при польоті Джеміні-6, але скасували, коли Мішень Аджена вибухнула під час старту. Замість стикування відбулось зближення Джеміні-7 і −6A.
30 жовтня 1967 року СРСР першим здійснив автоматичне безпілотне стикування апаратів Космос-186 і Космос-188.
В жовтні 1968 року радянський космонавт Георгій Береговий безуспішно намагався зістикувати Союз-3 в ручному режимі з безпілотним Союз-2. Він максимально наблизив свій корабель спочатку до 200 метрів, а згодом до 30 см, але не зміг зістикуватись, оскільки витратив усе паливо, призначене для маневрування.
16 січня 1969 року відбулось перше радянське успішне пілотоване стикування — Союз-4 і Союз-5 зістикувались та обмінялись двома членами екіпажу.
17 червня 1975 року відбулось перше стикування двох космічних апаратів з різних країн — космічний корабель Аполлон-18 зістикувався з кораблем «Союз-19», при виконанні програми «Союз»—«Аполлон».
11 січня 1978 року відбулось перше стикування трьох апаратів — Союз-27 зістикувався з комплексом Салют-6-Союз-26

## Стикувальні агрегати
Стикувальні агрегати поділяються на два великі класи — активно-пасивні та універсальні.
Активно-пасивні стикувальні агрегати (найчастіше типу «штир-конус») мають різні конструкції, розташовані на двох космічних апаратах, що стикуються. При цьому активний корабель не може зістикуватися з іншим активним, а пасивний — з іншим пасивним.
Універсальні стикувальні агрегати (зазвичай андрогінно-периферійні) цього недоліку позбавлені.
Наявні системи з універсальними стикувальними агрегатами (наприклад, АПАС-75, створений за програмою «Союз-Аполлон», і АПАС-89, що передбачався для корабля «Буран» і випробуваний на станції «Мир») поступаються поширенішим штир-конусним системам за масогабаритними параметрами і вимогам до точності наведення космічних апаратів.

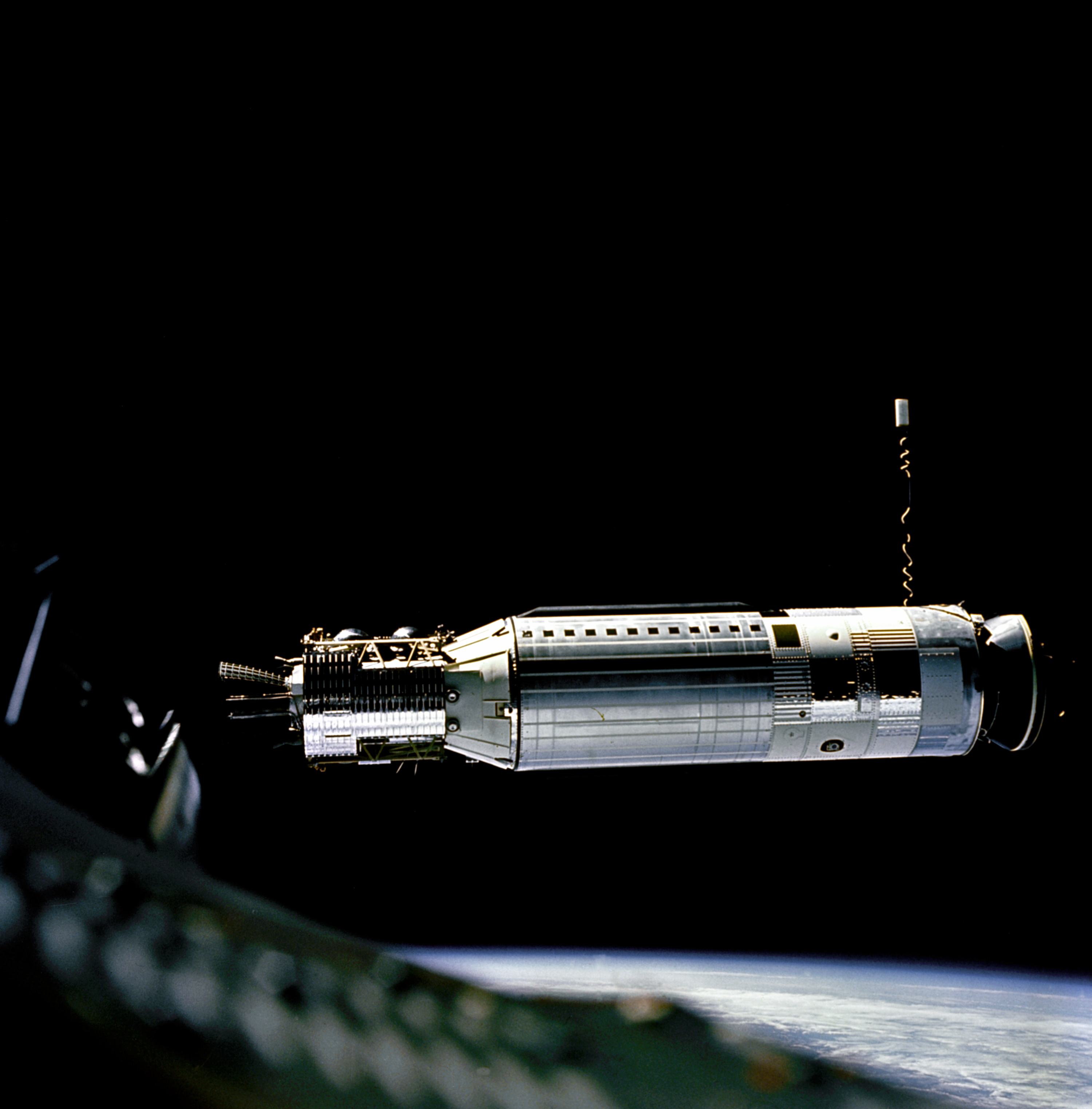
Зближення корабля Джеміні-8 з верхнім ступенем ракети-носія — апаратом Мішень Аджена 16 березня 1966

Проблема стикування постала перед творцями космічних апаратів у зв'язку з програмою здійснення пілотованих обльотів Місяця і висадок на Місяць. Перші технічно реалізовані пропозиції щодо стикування з'явились 1962 року.
Вперше стикувальні агрегати з'явились на американських космічних кораблях «Джеміні», і призначалися для стикування з ракетою Аджена, щоб відпрацювати процеси зближення і стикування за програмою підготовки до програми «Аполлон».
У СРСР стикувальні агрегати почали розробляти за програмою 7К-9К-11К, метою якої був пілотований обліт Місяця без використання важкої ракети-носія. Попри те, що програму скасували, космічний корабель «Союз», створений за проєктом 7К, мав стикувальний агрегат і систему пошуку, зближення і стикування «Ігла» (рос. Игла, Голка), що дозволила 30 жовтня 1967 року вперше у світі здійснити повністю автоматичне стикування двох космічних апаратів.

## Використання
Часте використання космічного простору вимагало використання стикувань для доставки екіпажу та витратних матеріалів на орбітальні космічні станції. Першим з них було зближення і стикування 7 червня 1971 року корабля «Союз-11» зі станцією Салют. У наступних пілотованих космічних польотах відбувались стикування з шістьома станціями Салют, зі станцією Скайлеб, з орбітальною станцією «Мир» і з Міжнародною космічною станцією (МКС). На початку 2013 року для доставки екіпажу на МКС використовують кораблі «Союз ТМА-М».
Автоматичні космічні апарати також використовують для стикувань з космічними станціями для постачання припасів та палива. Союз і Прогрес могли автоматично зістикуватись зі станцією «Мир», коли вона діяла одночасно з МКС, а також з діючою станцією МКС за допомогою апаратури стикування «Курс», в той час як автоматизовані транспортні кораблі мають стикуватись з МКС з використанням лазерної системи. HTV, SpaceX Dragon, Cygnus підлітають дуже близько до станції, щоб маніпулятор МКС Canadarm-2 їх ловив і прикріпляв до модуля Harmony Міжнародної космічної станції.
Космічні стикування використовували для різних цілей, зокрема в місіях з обслуговування космічного телескопа ім. Хаббла. В польотах програми «Аполлон» місячні модулі, які доставляли космонавтів на Місяць, здійснювали зближення і стикування з командним/службовим модулем Аполлона на місячній орбіті.
Крім того, в місії STS-49 шаттл наблизився, екіпаж захопив маніпулятором і додав розгінний блок до супутника зв'язку Інтелсат-603, щоб він міг вийти на геосинхронну перехідну орбіту.
Крім стикування і відстикування двох космічних апаратів, здійснювались:

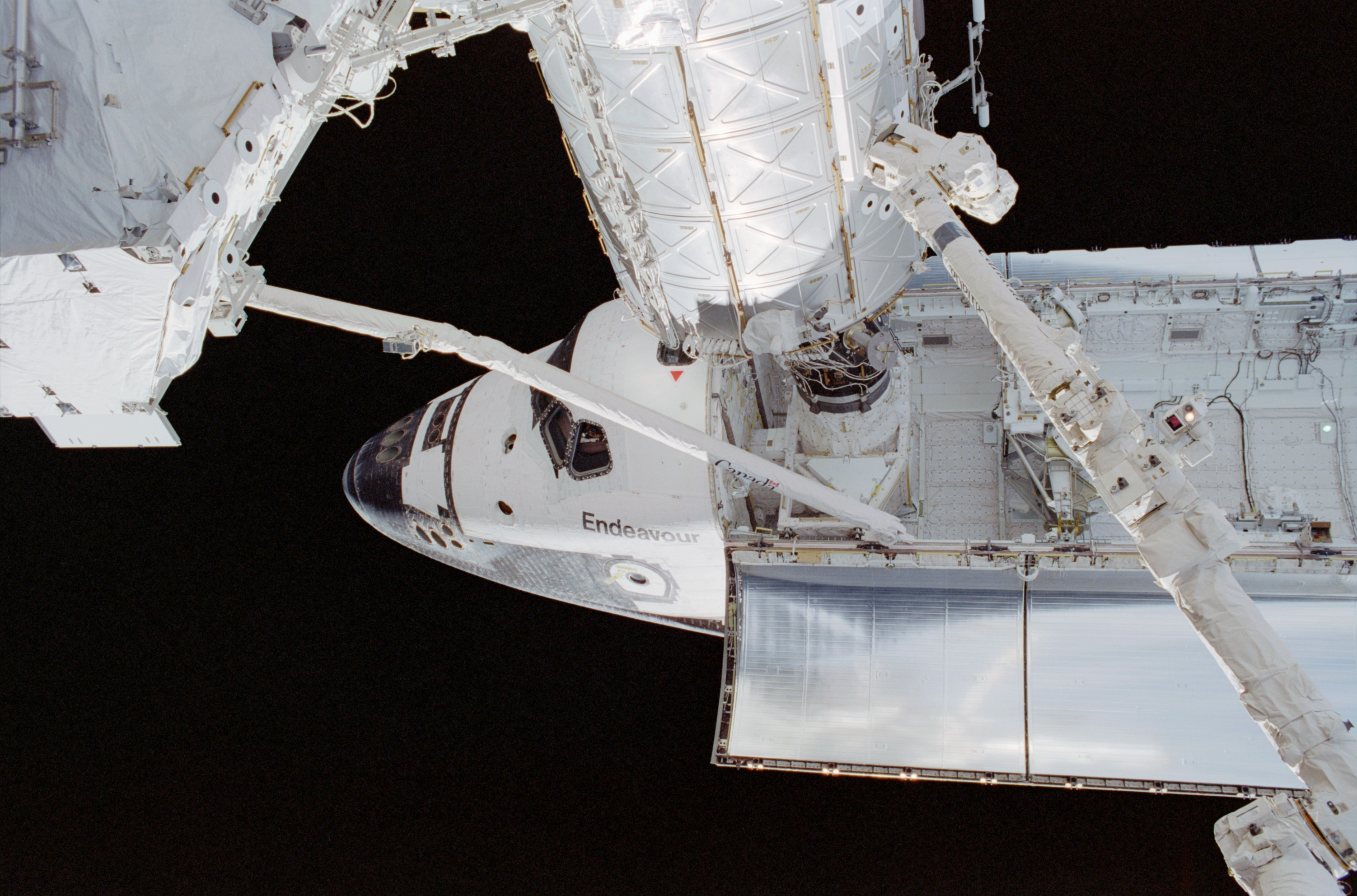
Шатл Ендевор, пристикований до МКС

- Перестикування кораблів «Союз» з одного стикувального вузла на інший в програмах «Салют», «Мир» і МКС.
- Кораблі Аполлон, здійснювали маневр знаний як перестановка, стикування, і витягування (англ. transposition, docking, and extraction) Місячного модуля, через годину після розгінного імпульсу і переходу на траєкторію польоту до Місяця конфігурації: третій ступінь ракети Сатурн V/Місячний модуль всередині перехідника/Базовий блок (у порядку знизу вгору при запуску), з пілотованим базовим блоком, і безпілотним на цьому етапі місячним модулем:

- відокремлення базового блока з одночасним розділенням чотирьох зовнішніх панелей перехідника місячного модуля;
- розворот базового блока на 180 градусів (соплом двигуна в напрямку руху і стикувальним вузлом до місячного модуля);
- стикування базового блока з місячним модулем, останній з'єднаний з третім ступенем;
- зістикований базовий блок і місячний модуль згодом відокремлювався від третього ступеня;

Стикування дозволило зменшити масу апарата і здійснити політ пілотованим експедиціям на Місяць — на Місяць сідав і з Місяця злітав не весь експедиційний комплекс, а лише спеціальний місячний апарат, максимально полегшений і не здатний до посадки на Землю.
Згодом стикування використовували для створення орбітальних станцій СРСР/Росії, США, а нині — МКС.

## Процес стикування
Процесу стикування передує дальнє зближення з використанням системи Контакт, потім ближнє, потім з причалюванням починається власне стикування. Спеціальні виступаючі елементи стикувальних агрегатів входять у механічне зчеплення, після чого починається стягування об'єктів, після закінчення якого відбувається зчеплення замків. У цей момент з'єднуються електро- і гідророз'єми. Далі перевіряється герметичність стику, після чого можна відкрити люки і переходити з об'єкта в об'єкт. При стикуванні об'єктів великої маси (маса транспортного корабля «Союз» або «Прогрес» — близько 7 тонн — стик додатково посилюється зсередини знімними стяжками. На Міжнародній космічний станції, якщо об'єкт зістикований досить довго, можливий частковий демонтаж стикувальних механізмів і заміна їх на компактні пласкі люки.
Ранні стикувальні агрегати (на кораблях Джеміні і кораблях «Союз» від 1 до 9 не мали люку для внутрішнього переходу, і космонавтам доводилося виходити у відкритий космос у скафандрах. Така ж схема пропонувалася і для радянської місячної експедиції заради економії маси на стикувальному агрегаті.

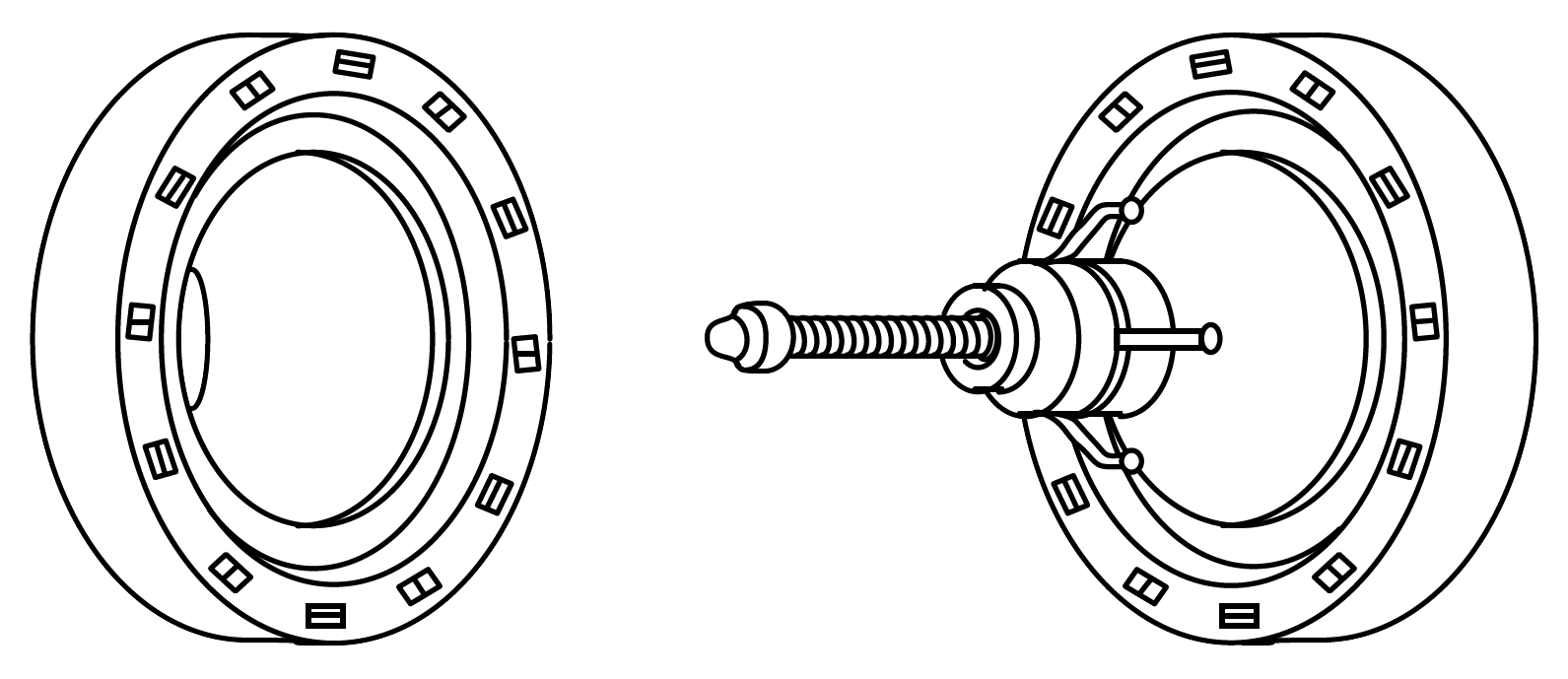
Стикувальні системи корабля 7К-Т: справа активний агрегат, зліва пасивний
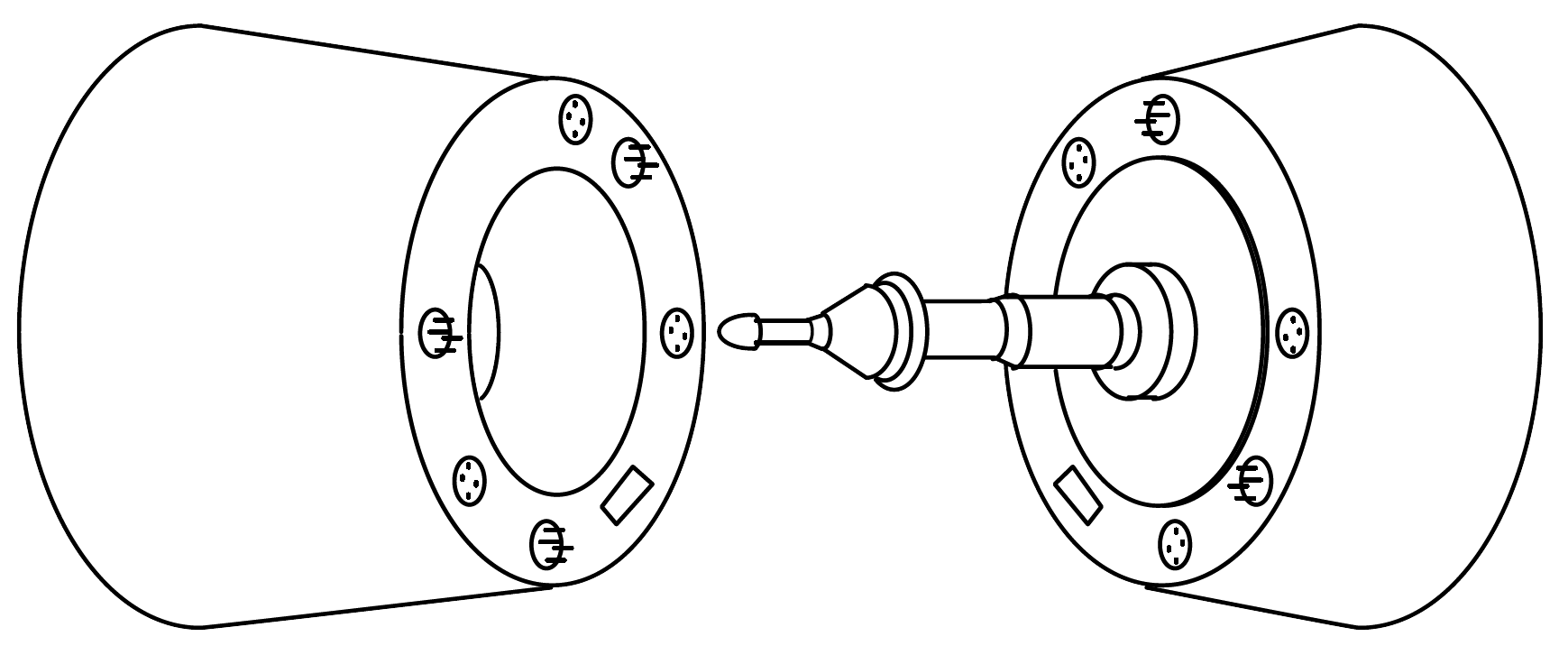
З'єднання системи 7К-ОК: справа активний агрегат, зліва пасивний
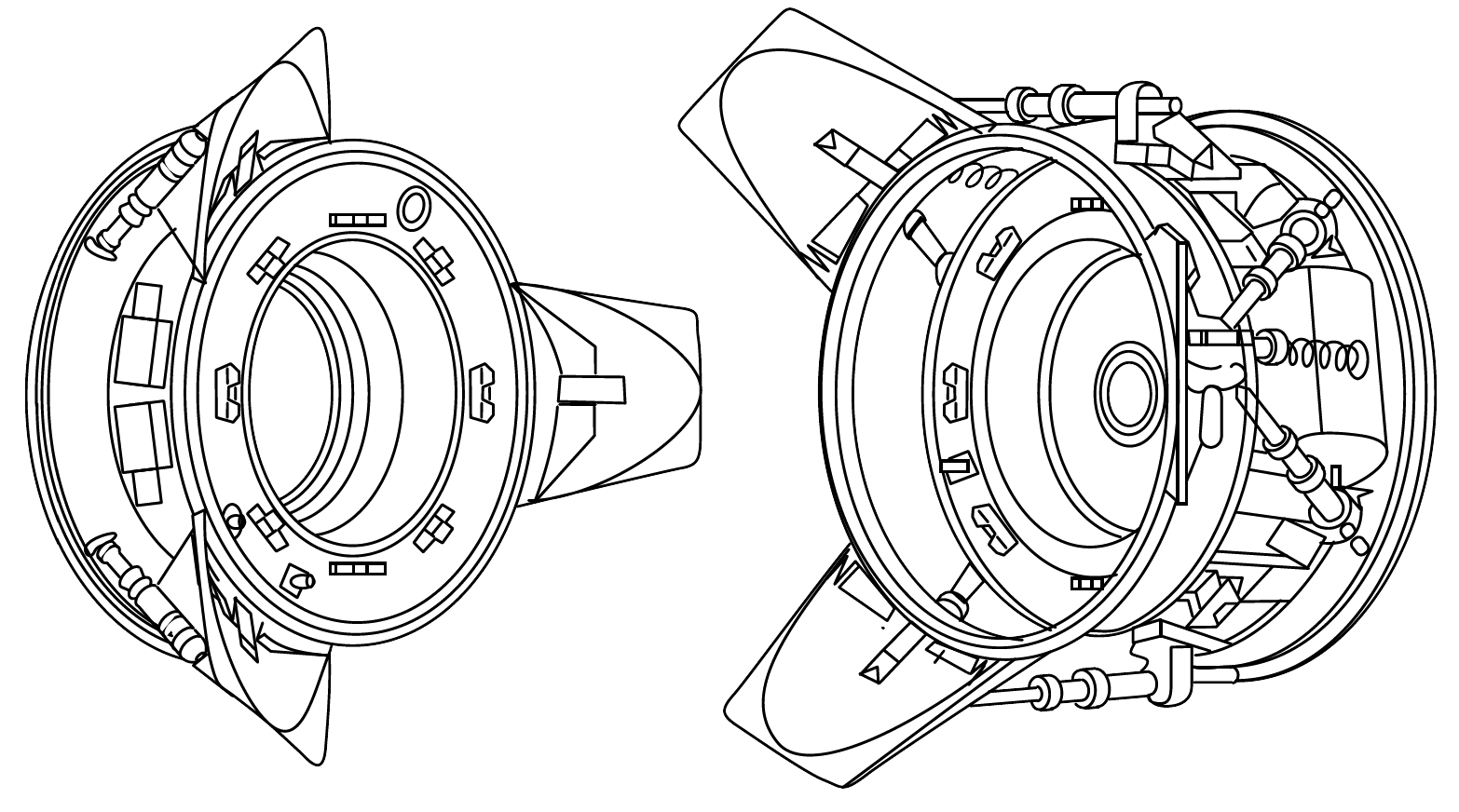
Ескізне зображення стикувального вузла АПАС-75
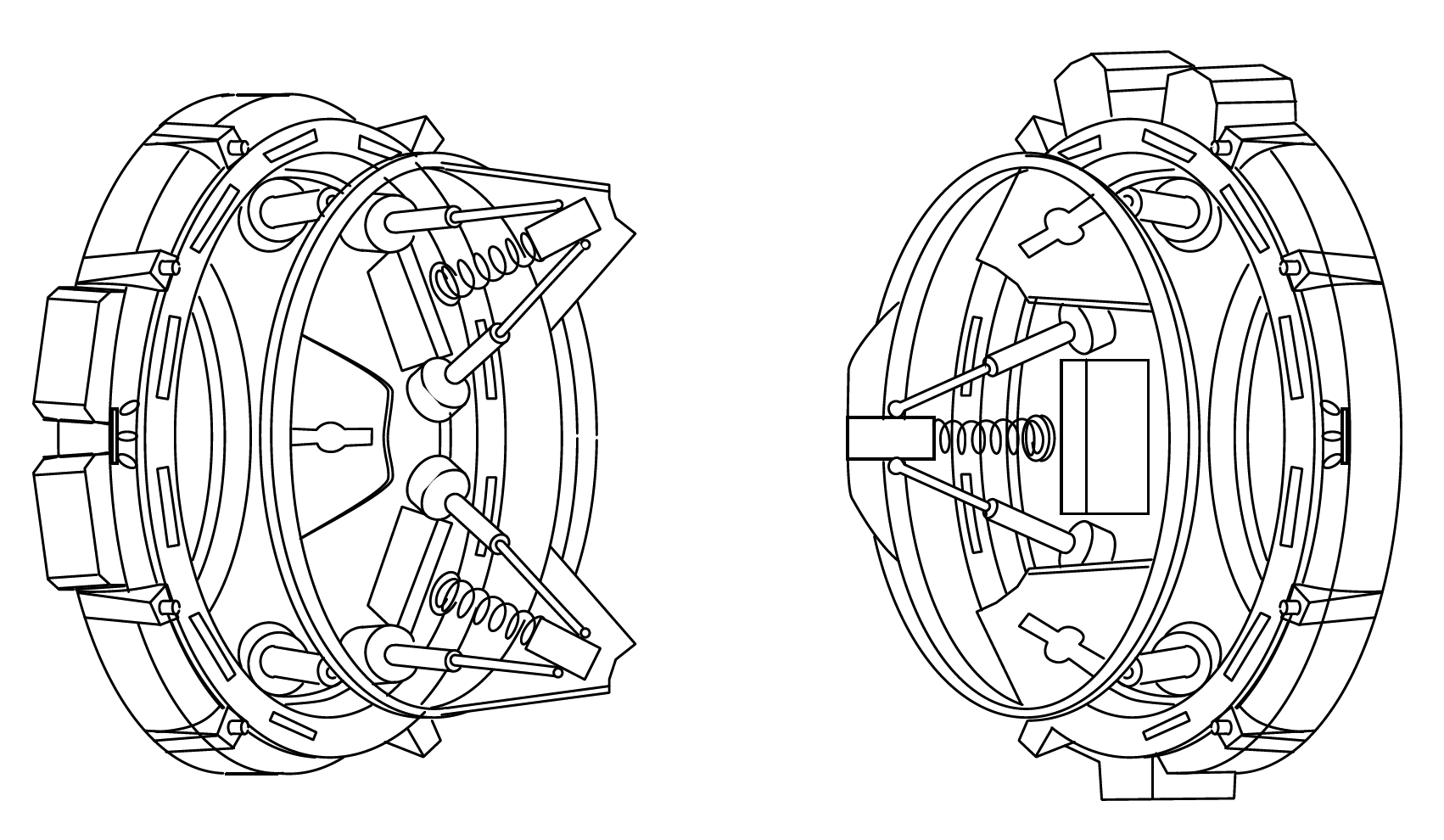
Андрогінний вузол стикування АПАС-89

## З'єднання з МКС
Російський Андрогінно-периферійний агрегат стикування (АПАС) створений на основі досвіду радянської програми «Мир». Використовують у Російському сегменті МКС

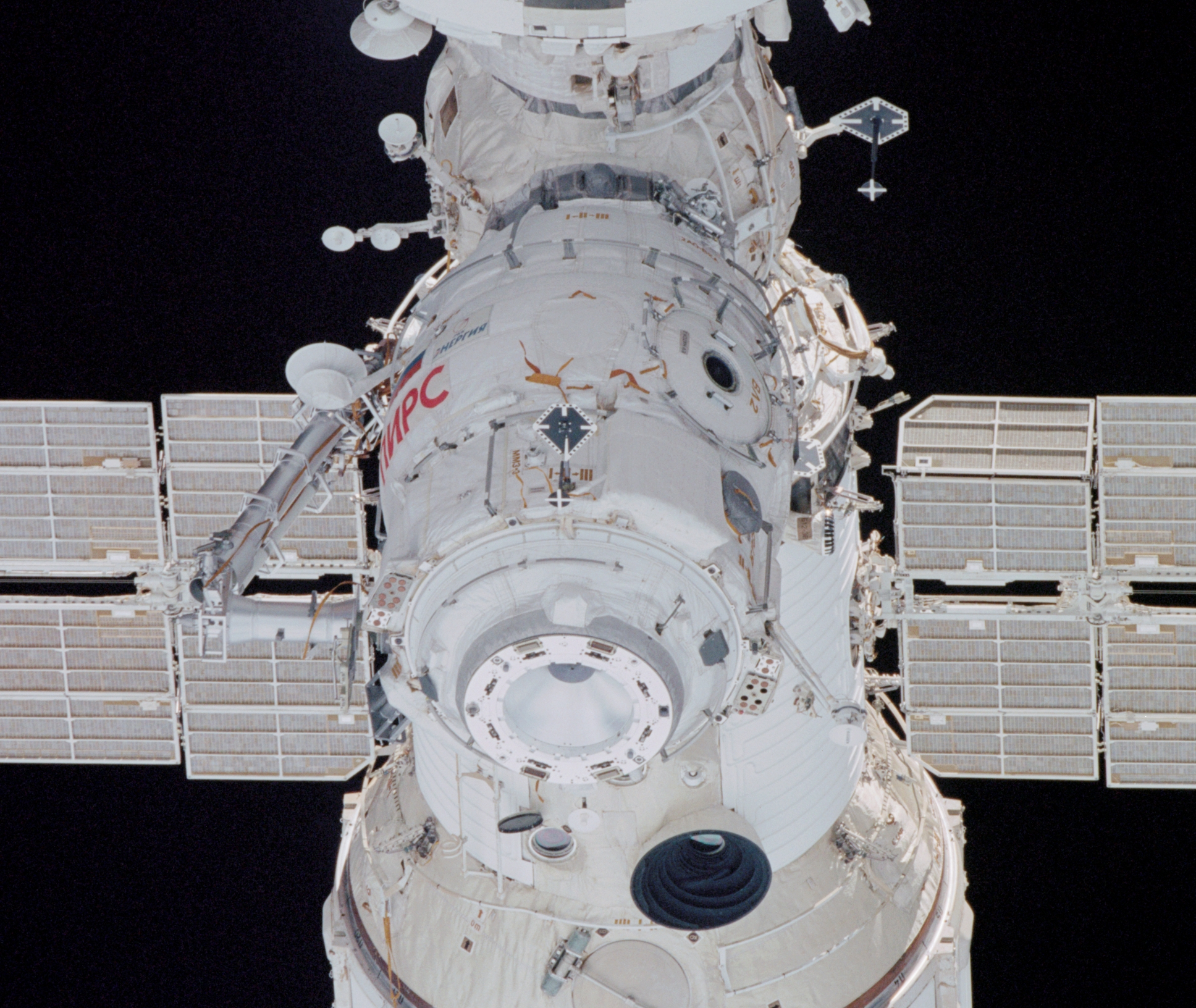
Стикувальний модуль "Пірс", Російського сегменту МКС
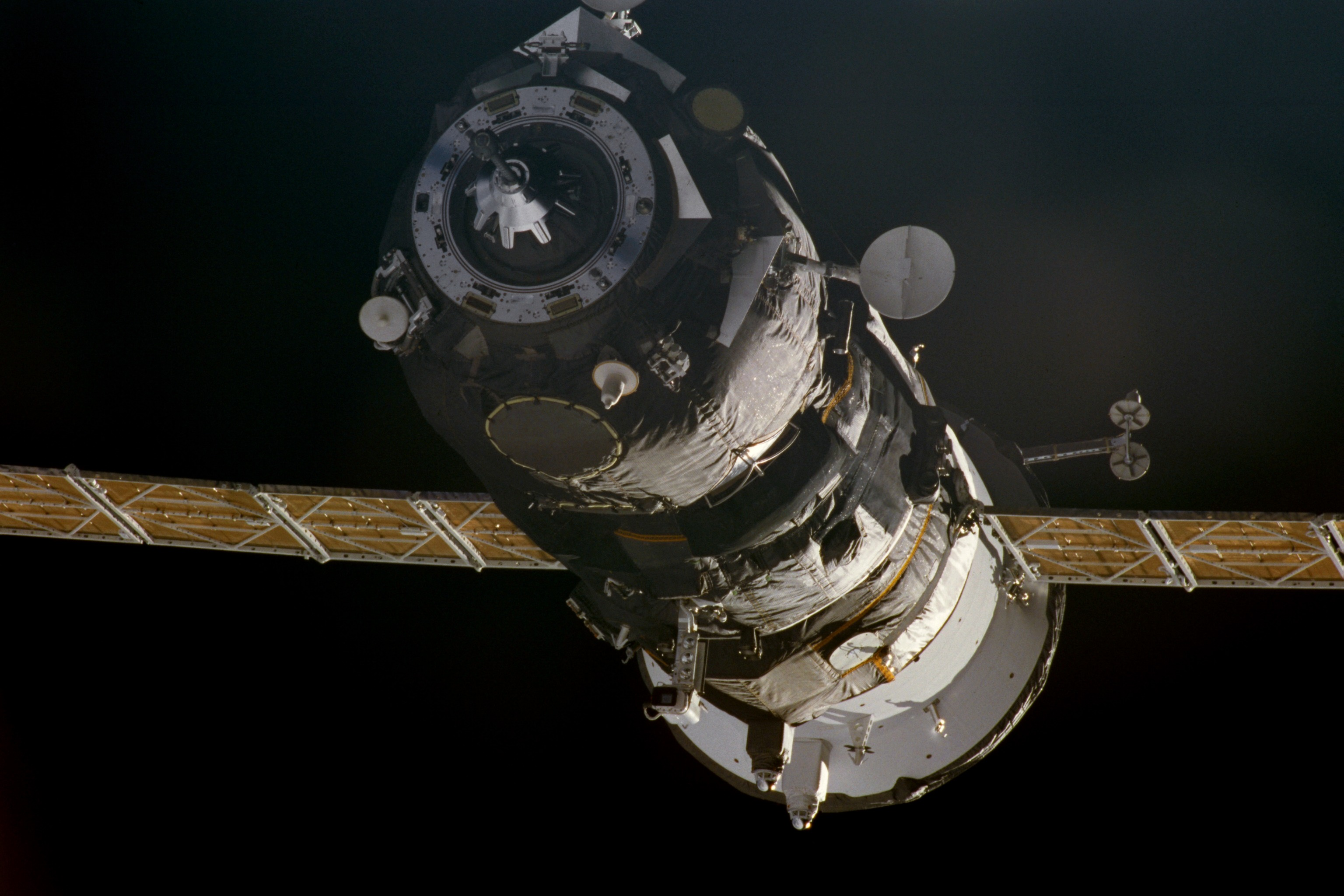
Прогрес наближається для стикування
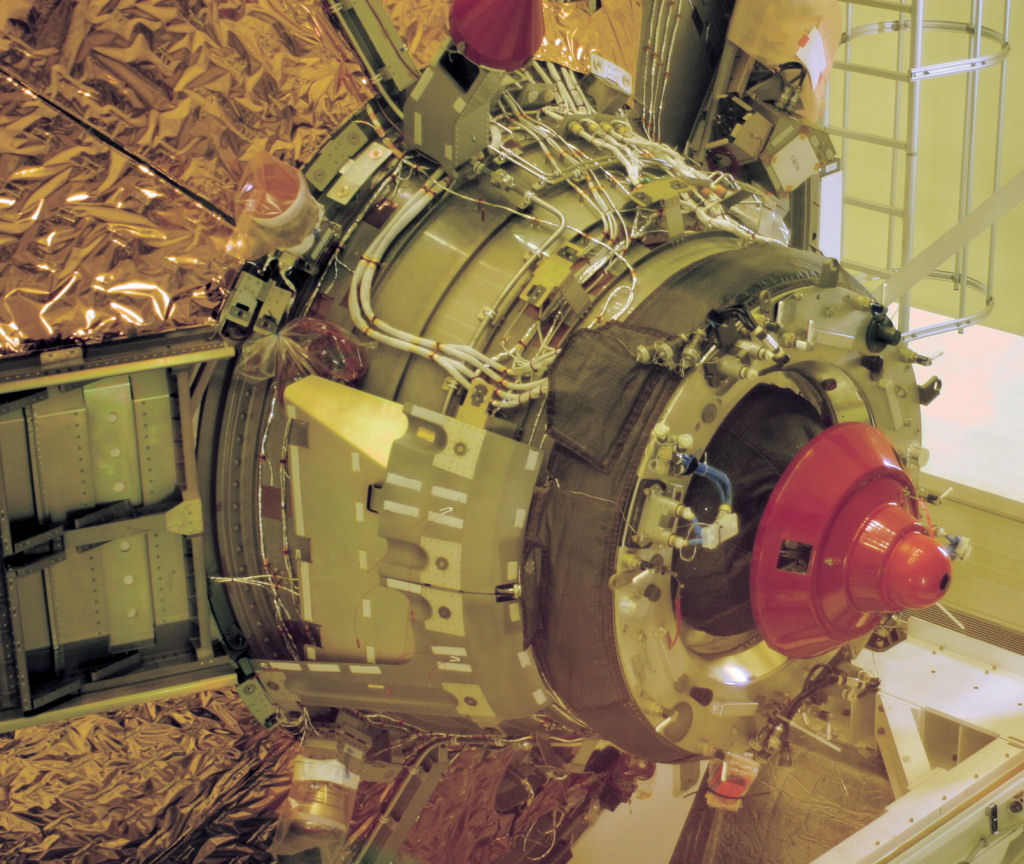
Стикувальний вузол корабляATV,

Американський Герметичний адаптер має 127 см в діаметрі для проходу екіпажу і переміщення вантажу. Він поєднує модулі американського сегменту МКС, а також його використовують для стикування з багатоцільовий модуль постачання і японський корабель постачання HTV.

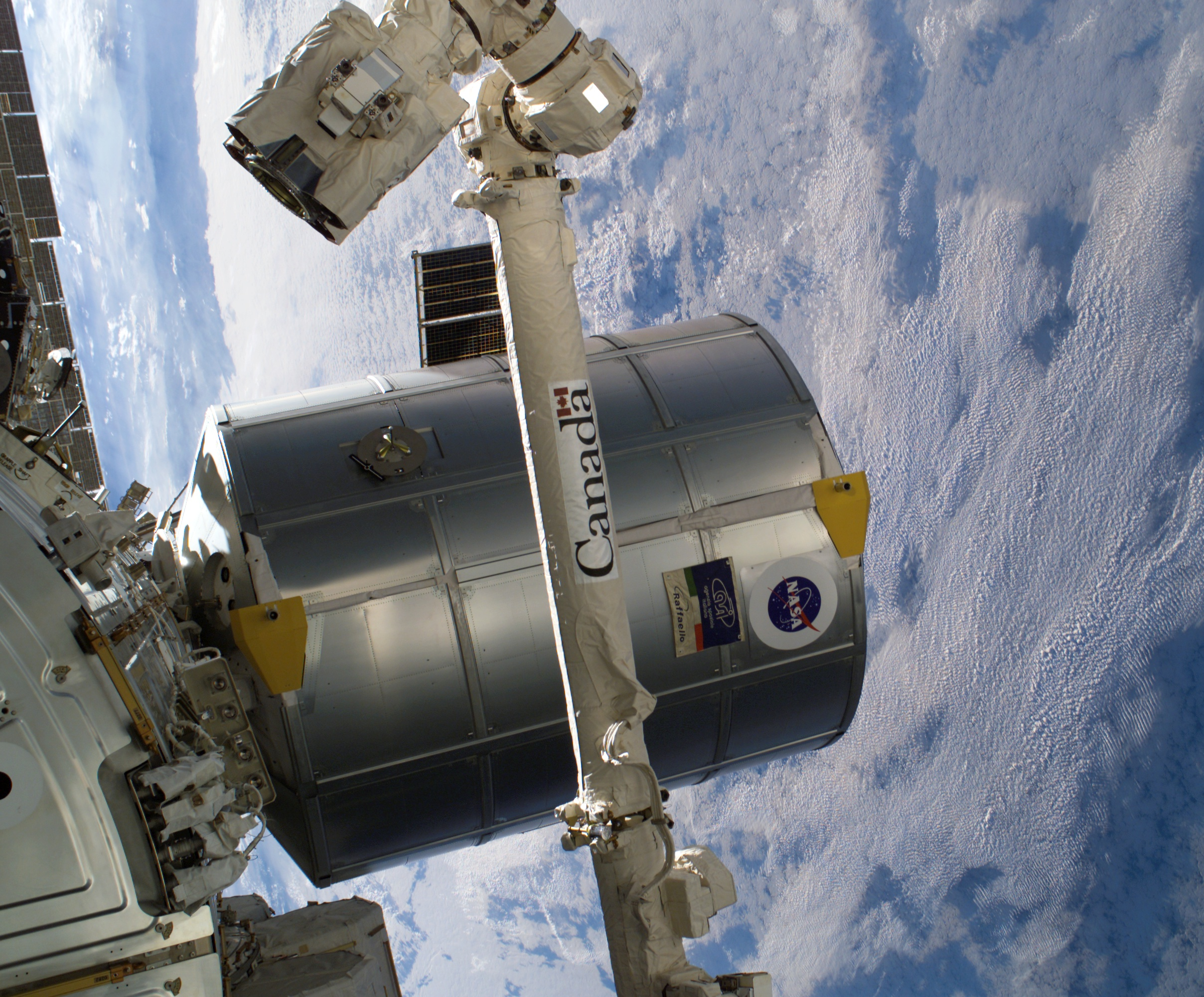
MPLM, доставляється Шатлом
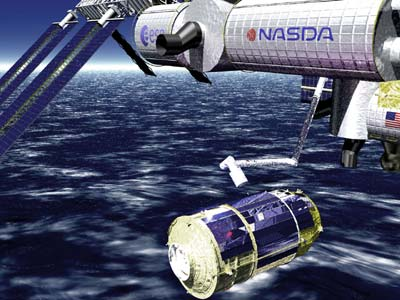
HTV, японський корабель постачання
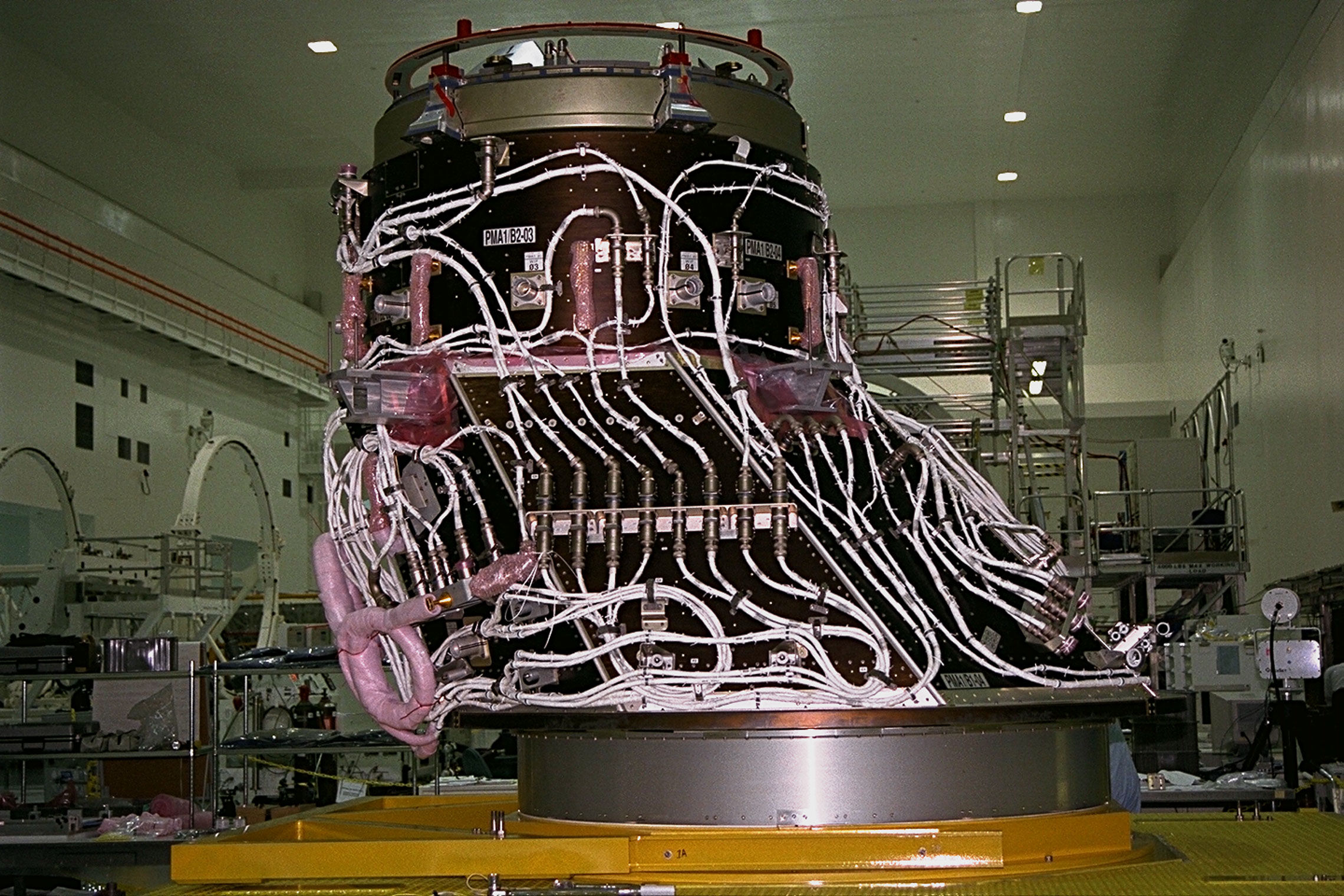
PMA-1 на МКС